# Smeringomyces anomalus
Smeringomyces anomalus är en svampart som först beskrevs av Roland Thaxter, och fick sitt nu gällande namn av Roland Thaxter 1910. Smeringomyces anomalus ingår i släktet Smeringomyces och familjen Laboulbeniaceae.   Inga underarter finns listade i Catalogue of Life.